# Parc national d'Uda Walawe
Le parc national d'Uda Walawe est un parc national du Sri Lanka situé dans le sud du pays à la limite de la province de Sabaragamuwa et de celle d'Uva, à proximité de la localité d'Embilipitiya. Il tire son nom du grand réservoir d'Uda Walawe construit dans les années 1960 sur la rivière Walawe. Ce plan d'eau joue toujours un rôle central dans le parc, car les éléphants et d'autres animaux viennent s'y abreuver.
Si le territoire a été dédié au parc dès 1971, c'est seulement à la fin de la décennie que les villageois l'ont quitté pour être relogés ailleurs, ce qui a permis de réduire le braconnage et l'abattage de bois, mais ces problèmes restent endémiques.

## Dans le Parc national Uda Walawa Sri-Lanka

### Vue générale du Parc

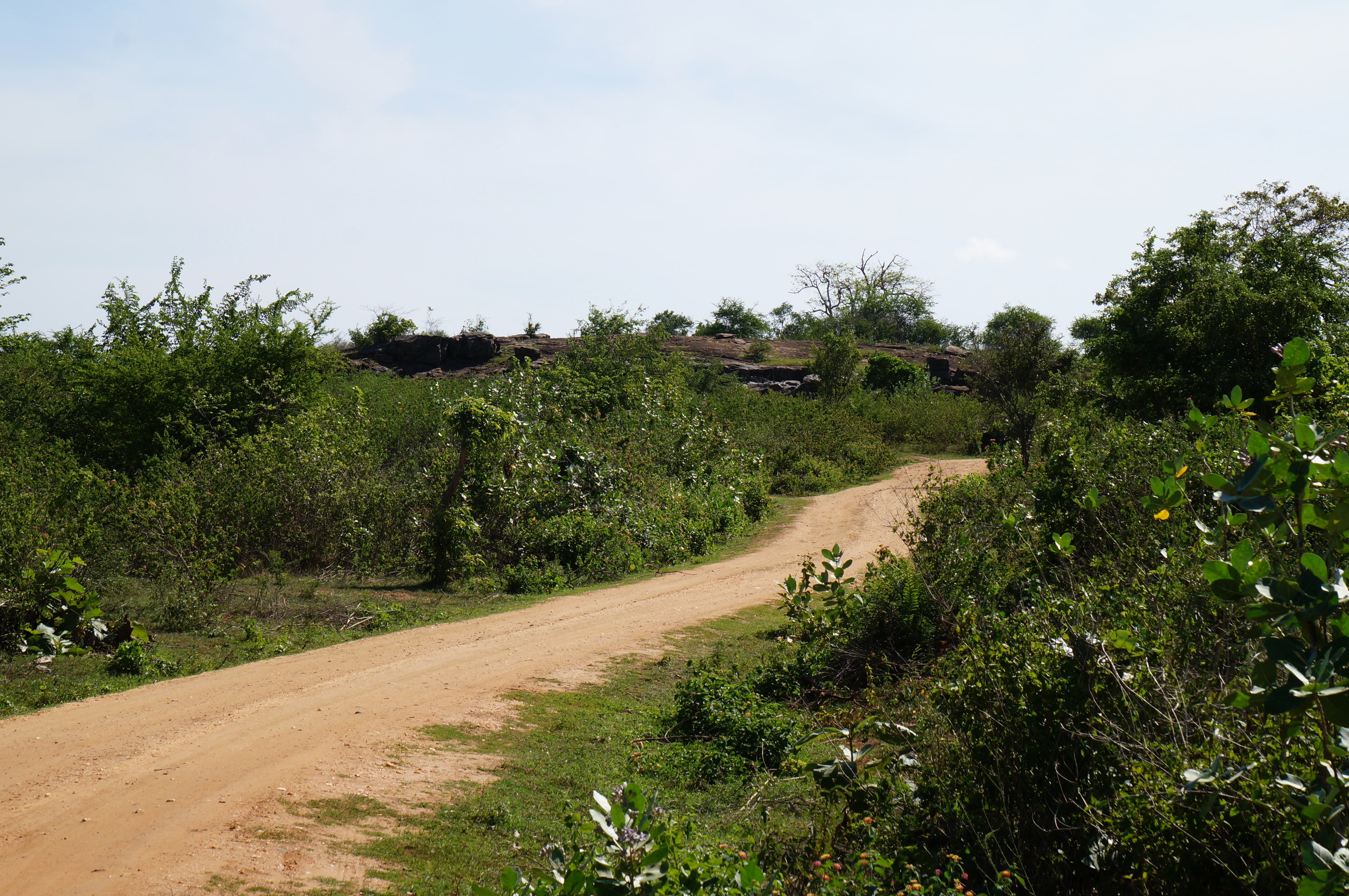
Sur la piste dans le parc national de Uda Walawe au Sri Lanka
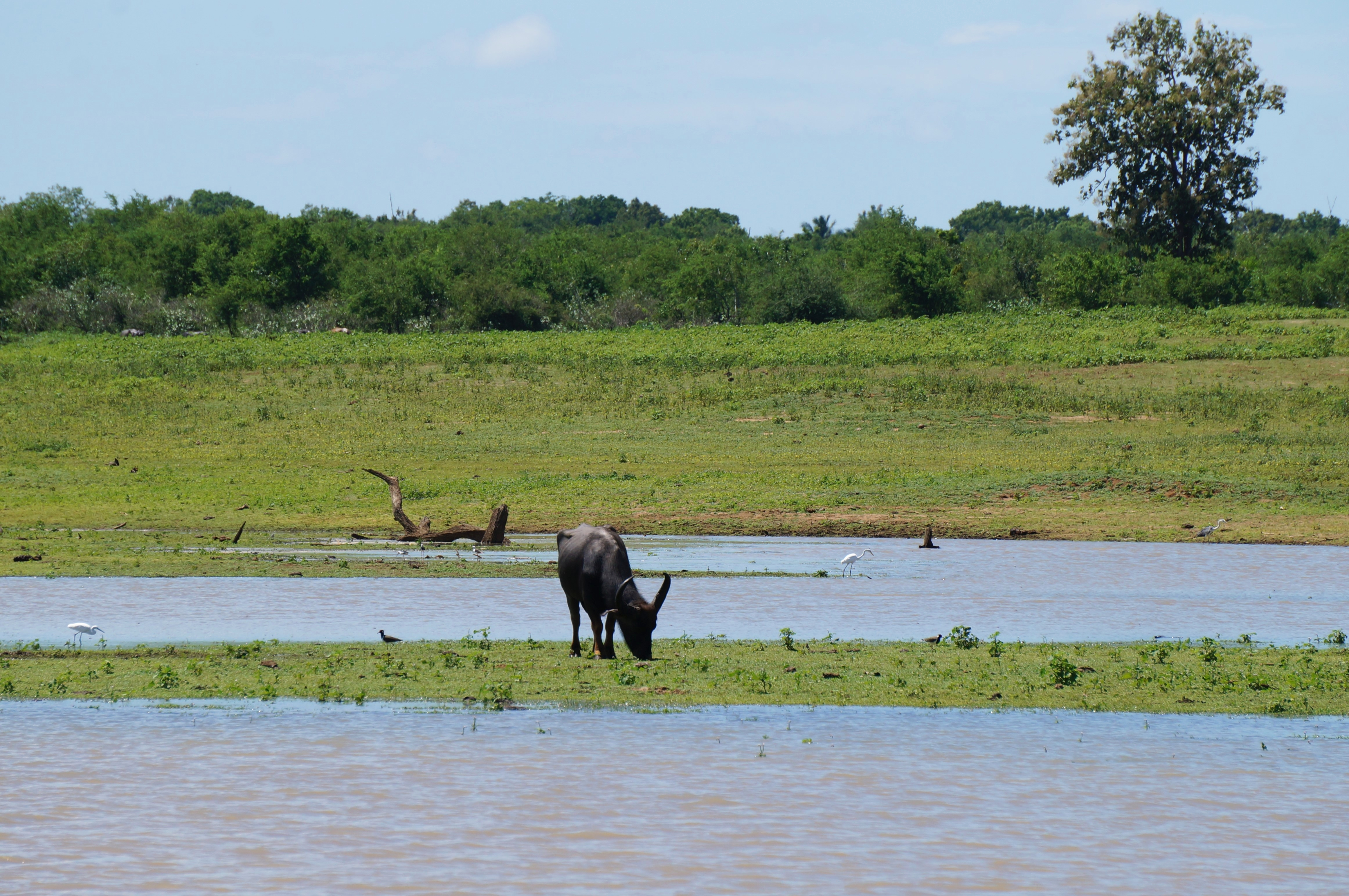
Buffle d'eau dans le parc national de Uda Walawe au Sri Lanka
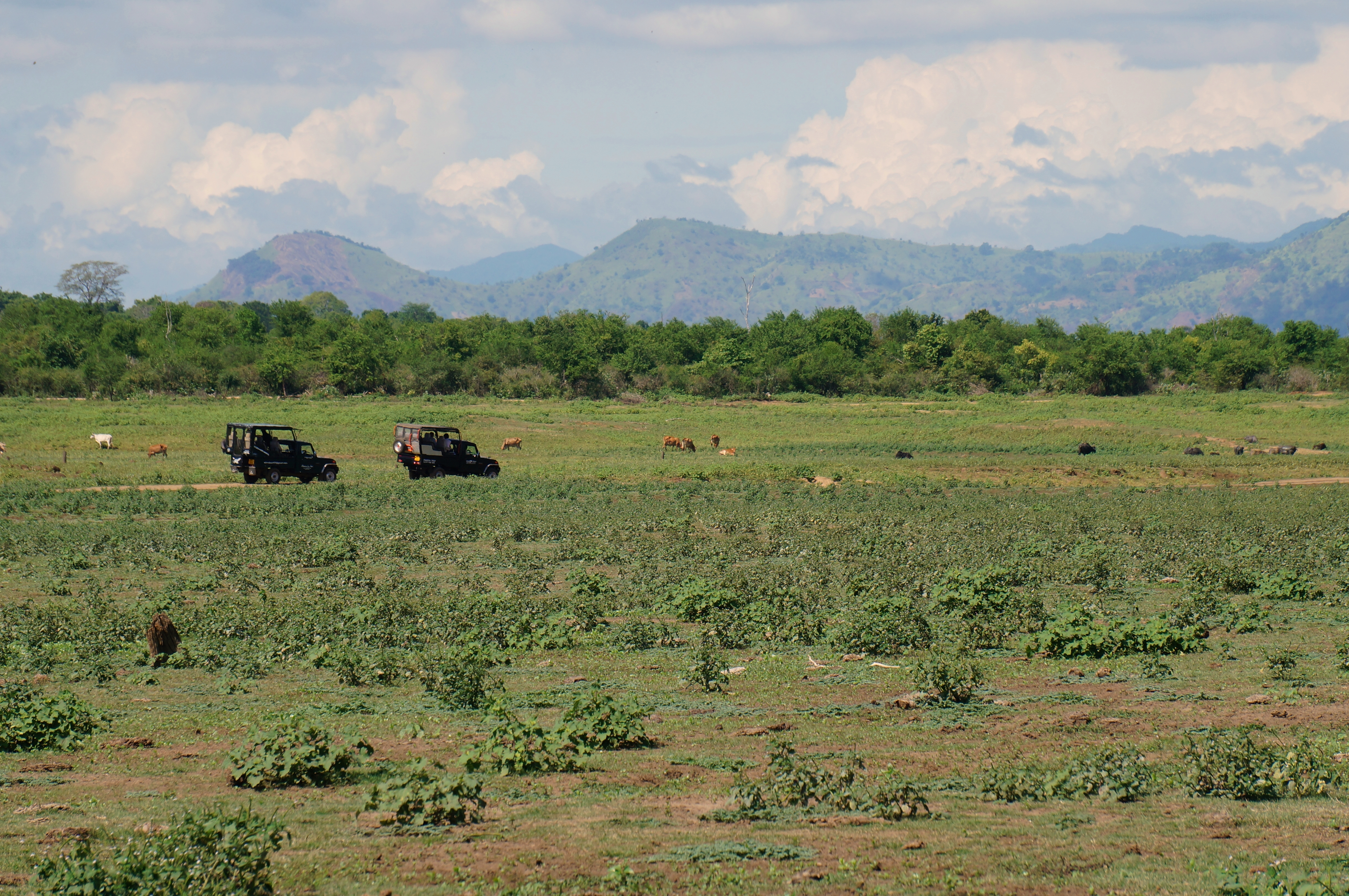
Dans le parc national de Uda Walawe au Sri Lanka
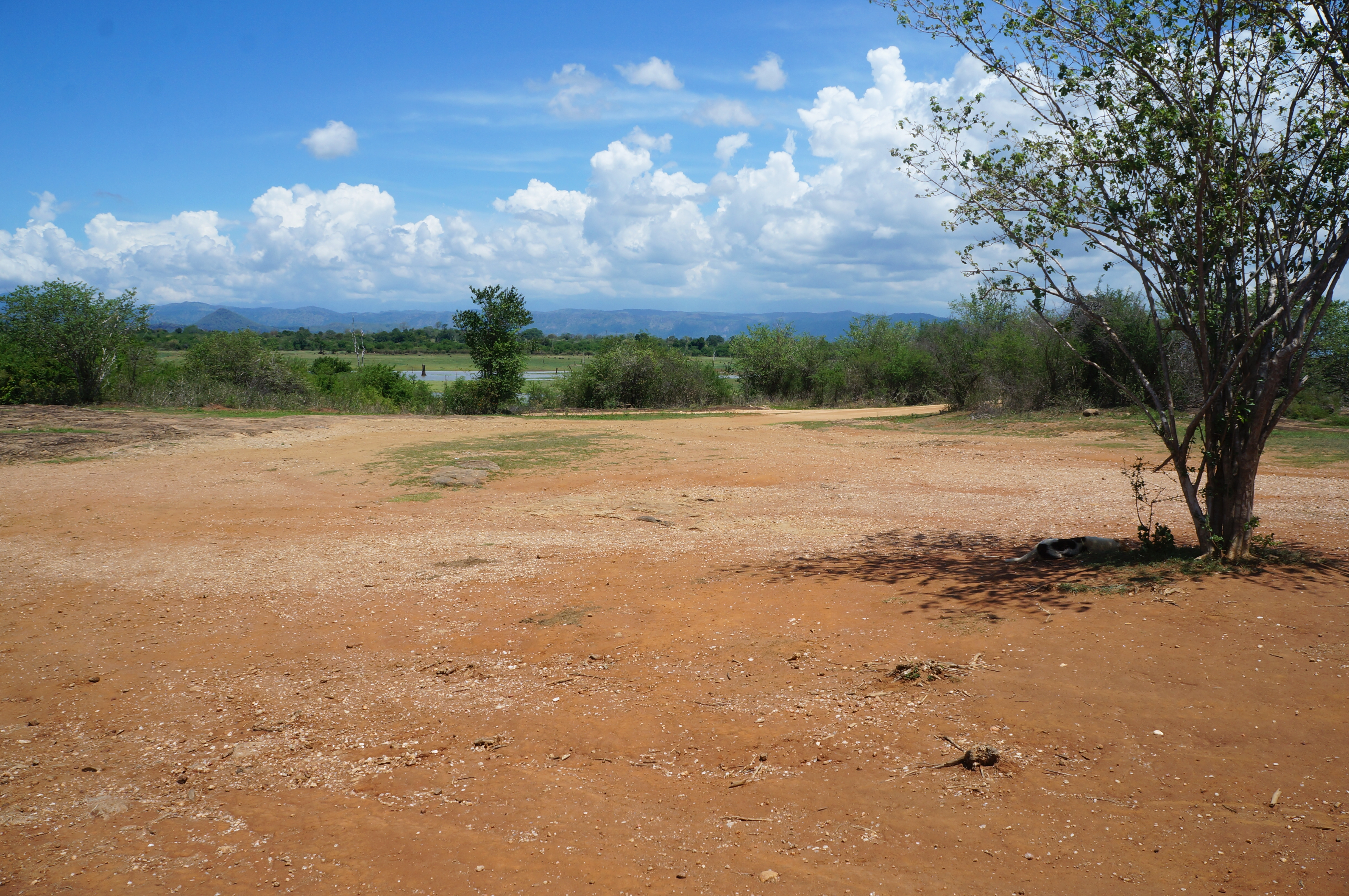
Dans le parc national de Uda Walawe au Sri Lanka
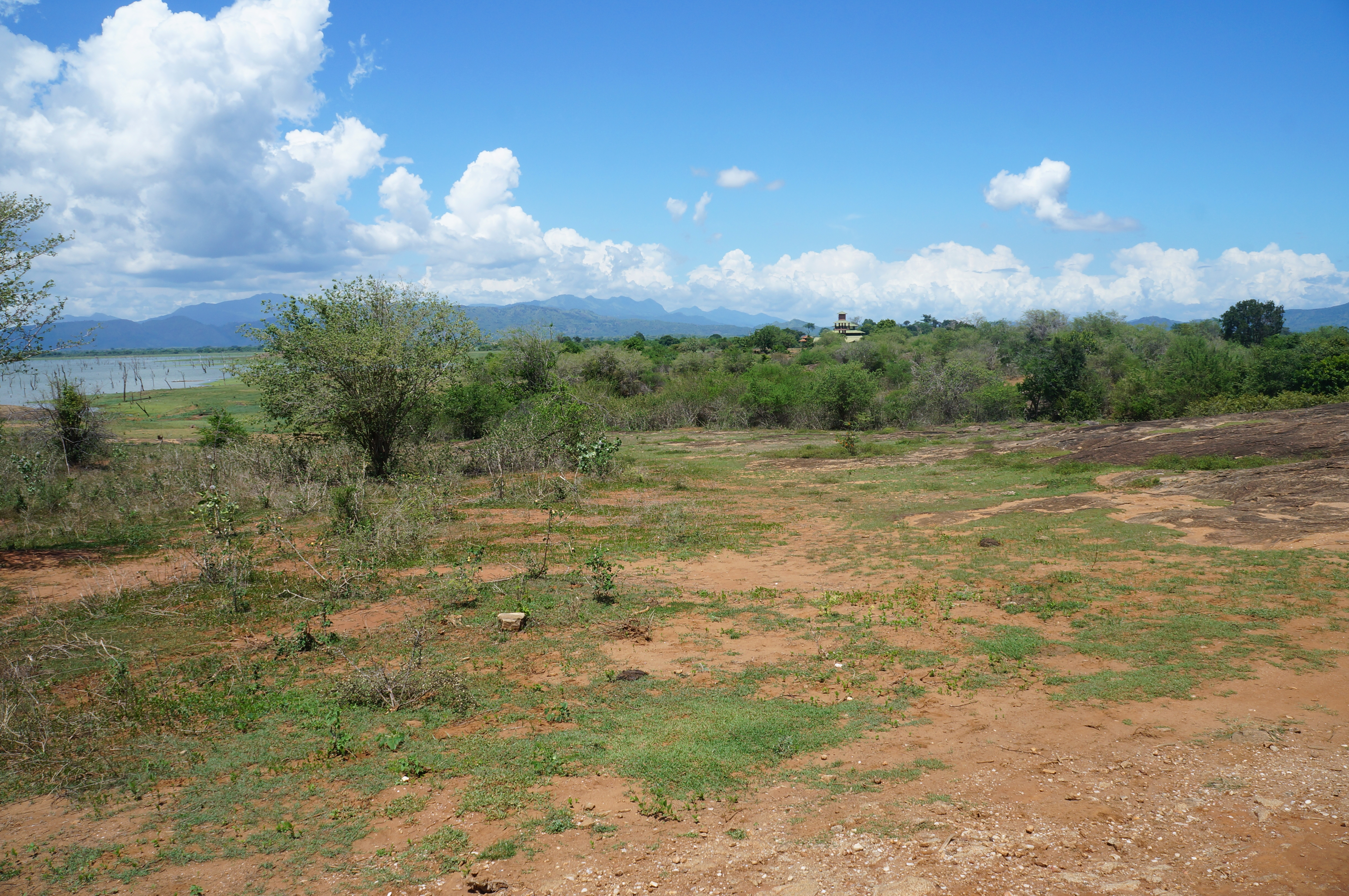
Dans le parc national de Uda Walawe au Sri Lanka

### Les Elephants maximus

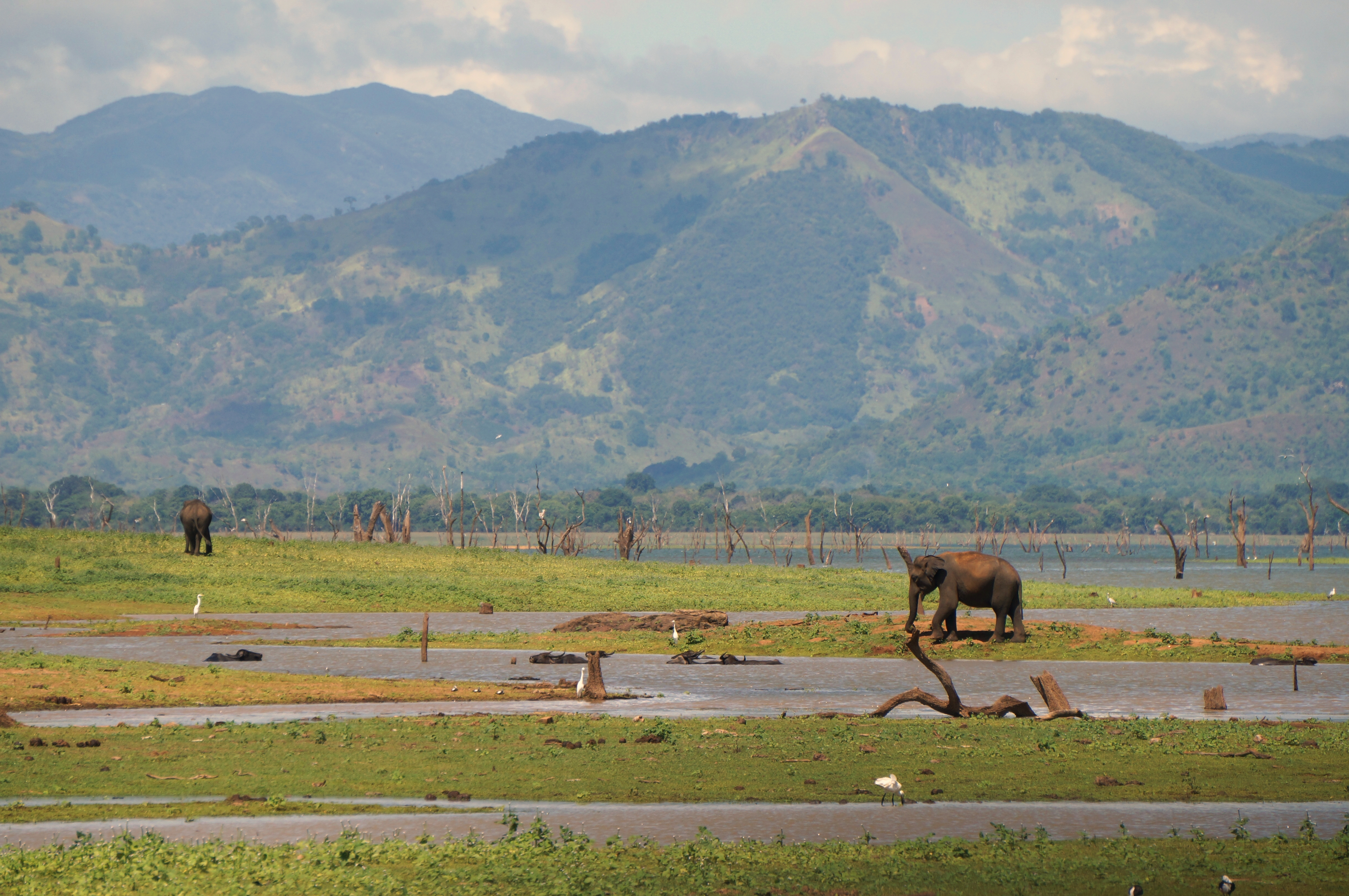
Elephas maximus dans le parc national de Uda Walawe au Sri Lanka
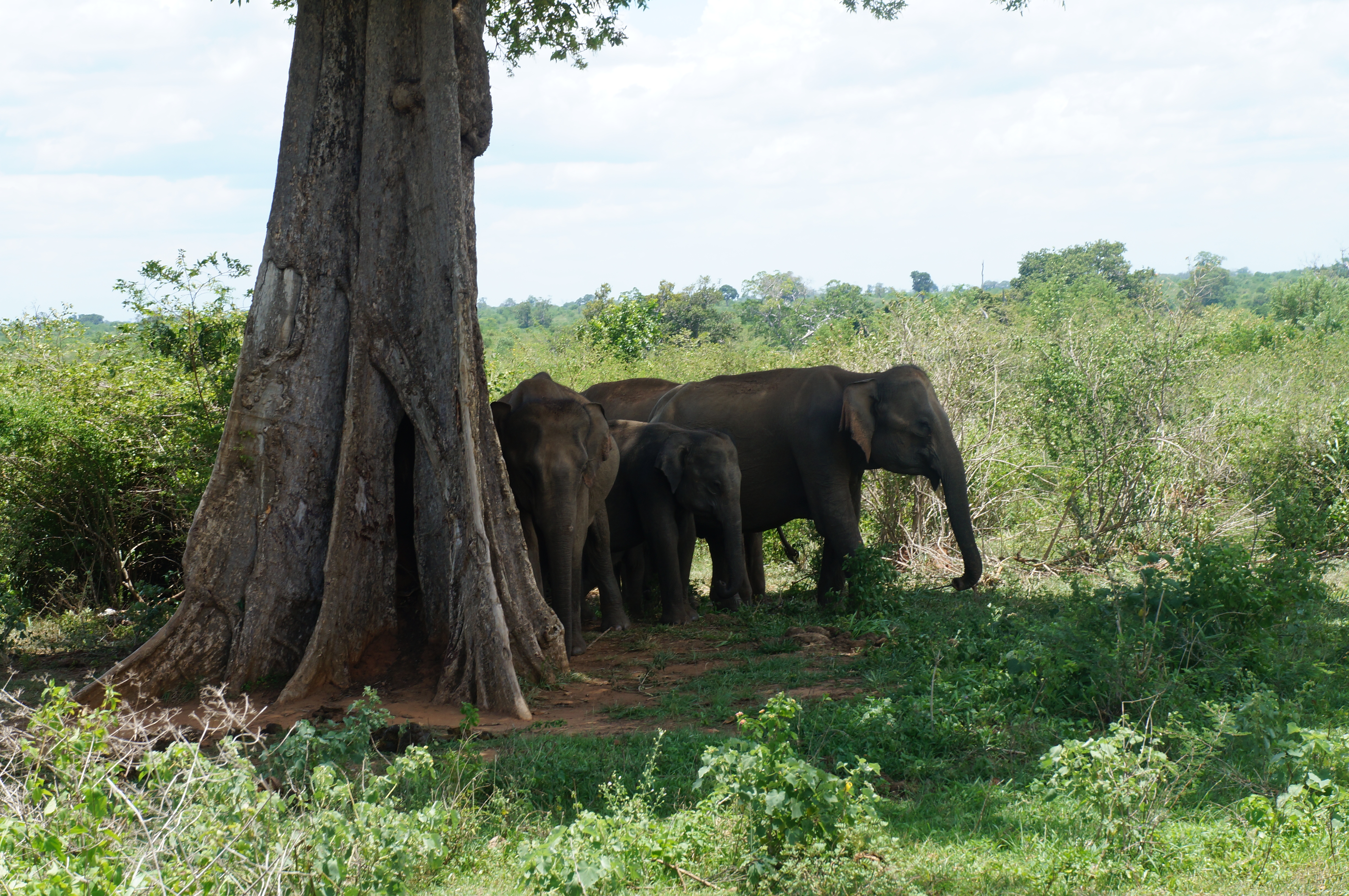
Elephas maximus dans le parc national de Uda Walawe au Sri Lanka
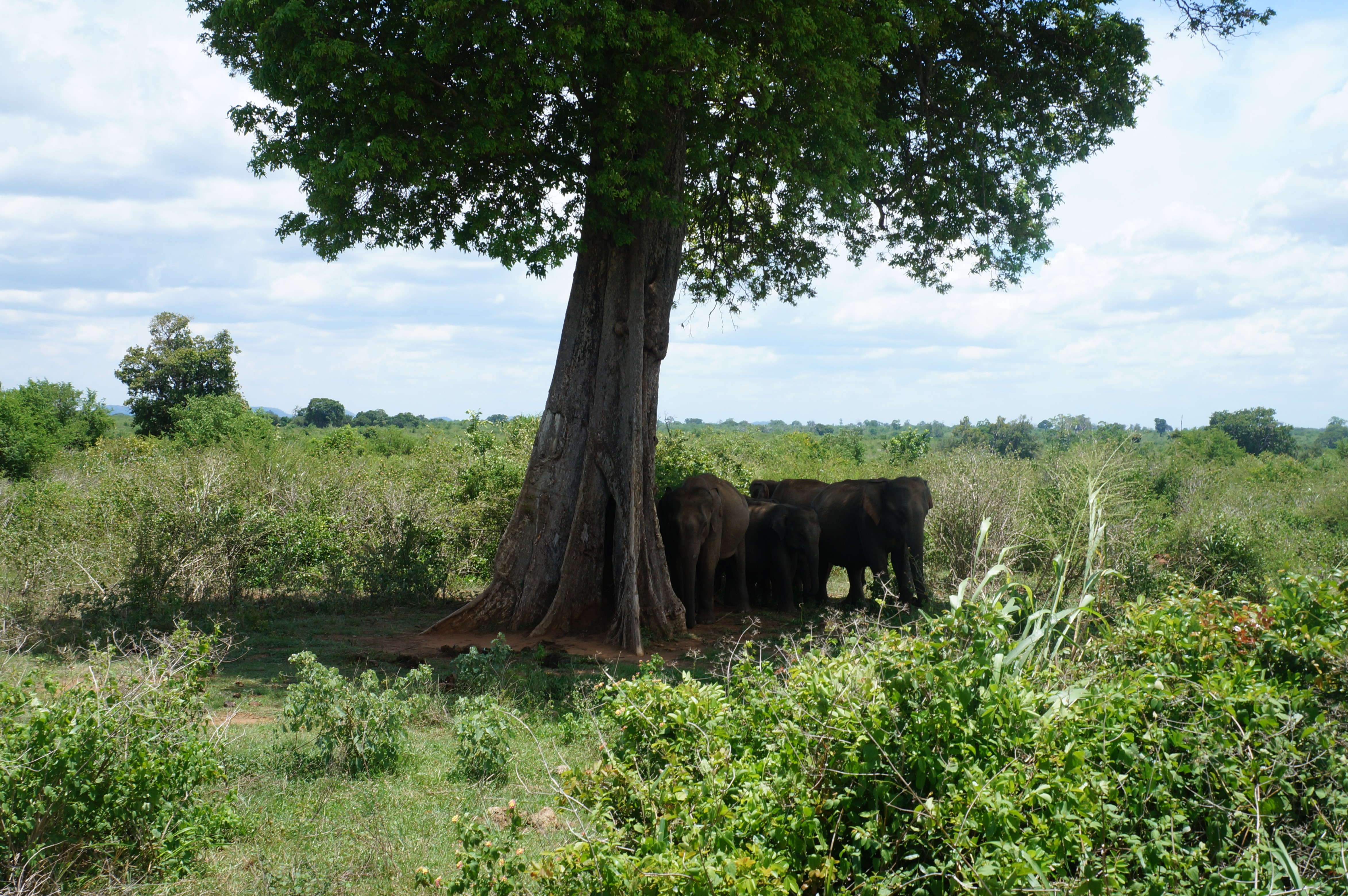
Elephas maximus dans le parc national de Uda Walawe au Sri Lanka
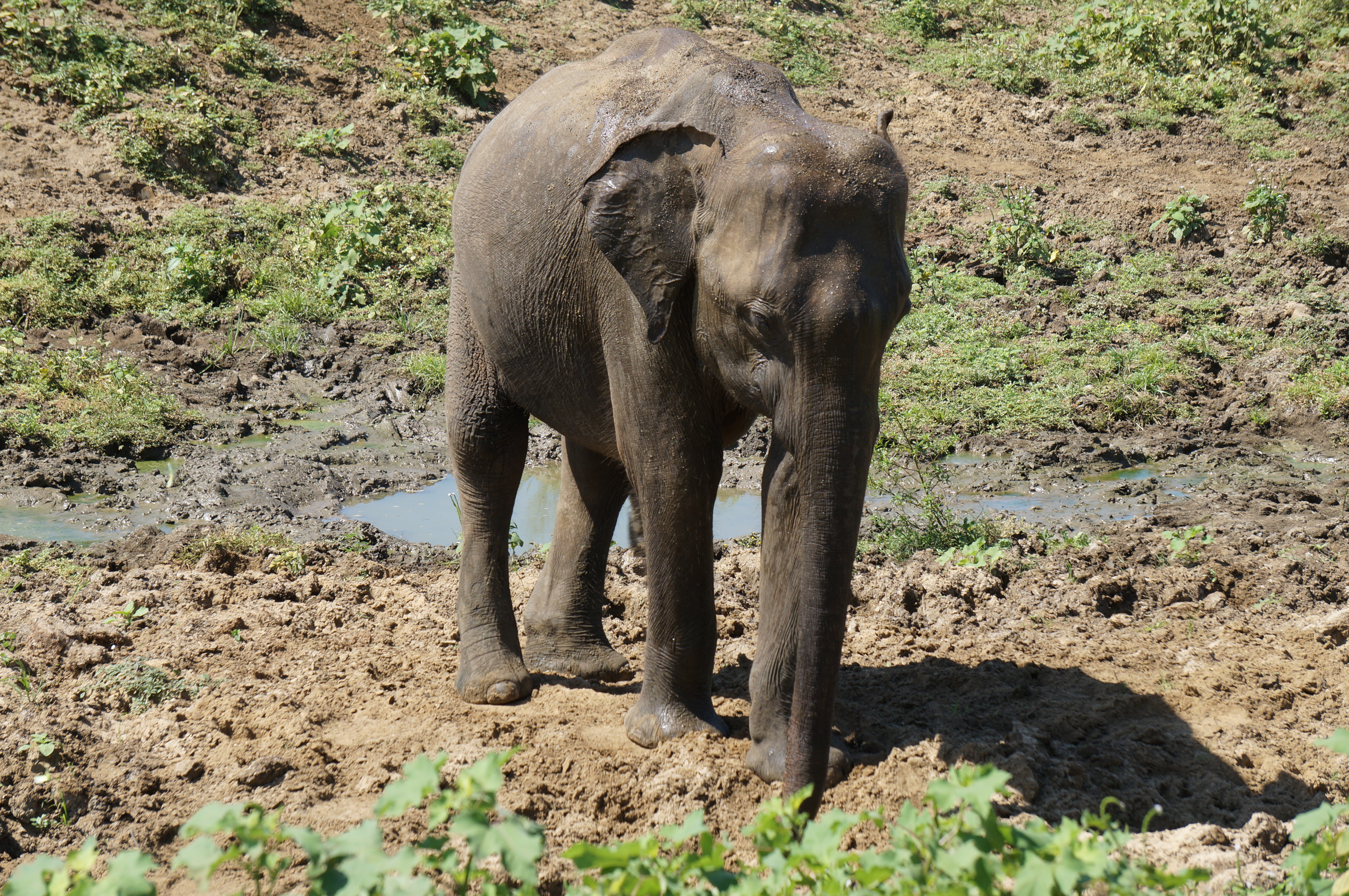
Elephas maximus dans le parc national de Uda Walawe au Sri Lanka
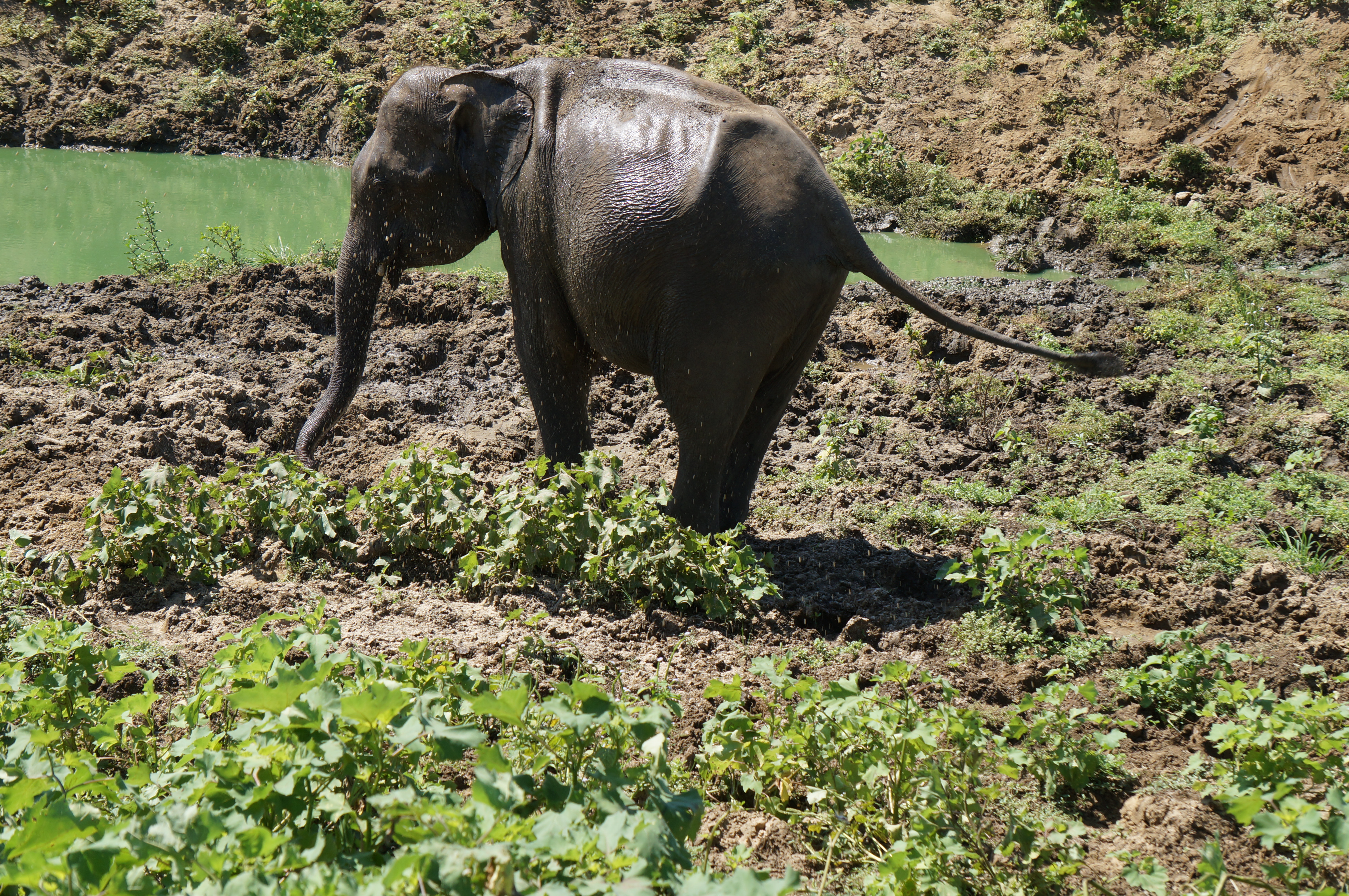
Elephas maximus dans le parc national de Uda Walawe au Sri Lanka
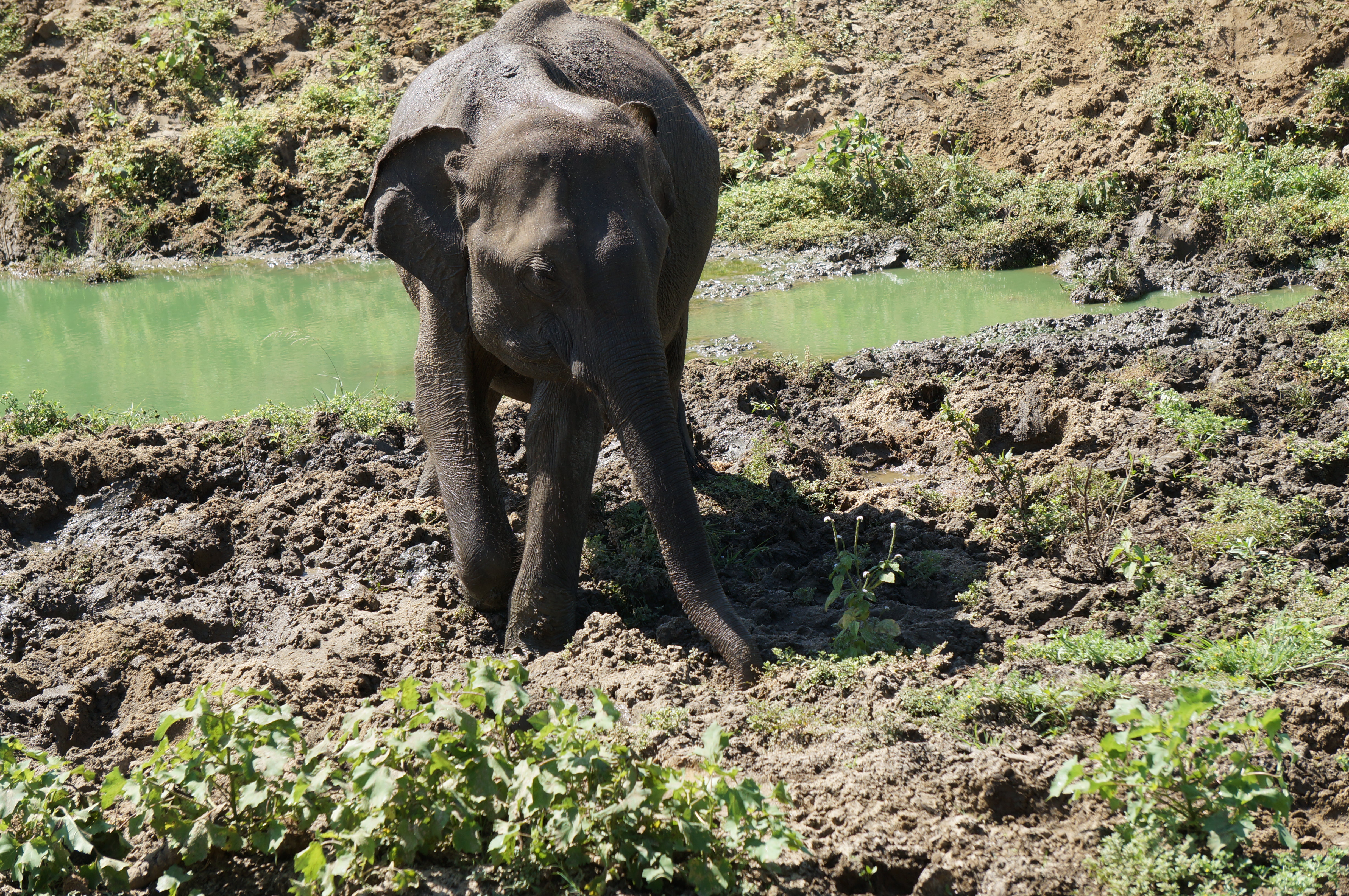
Elephas maximus dans le parc national de Uda Walawe au Sri Lanka